# Parlamento da Andaluzia
O Parlamento da Andaluzia é, juntamente com a Presidência da Junta e o Conselho de governo da junta, um dos três órgãos que integram a Junta de Andaluzia, instituição em que o poder de autogoverno da comunidade da Andaluzia, em Espanha, é depositado. O Parlamento é o órgão sobre o qual repousa o poder legislativo. É composto por deputados eleitos por sufrágio universal directo, que representam o povo andaluz. O Parlamento Andaluz foi criado em 1982, após a aprovação do Estatuto de Autonomia em 1981. A sua sede atual é o antigo Hospital de las Cinco Llagas em Sevilha.

## Funções
As funções principais do Parlamento da Andaluzia são:
- Exercer o poder legislativo de Andaluzia;
- Controlar a ação executiva da Junta da Andaluzia;
- Aprovar os orçamentos;
- Eleger o Presidente da Junta da Andaluzia.

## Sede
O Parlamento está localizado em Sevilha, a capital andaluza, no antigo Hospital das Cinco Chagas.
1. ↑  «Web de la Junta de Andalucía». web.archive.org. 2 de setembro de 2007. Consultado em 21 de maio de 2022